# Болдижар Михайло Миколайович
Михайло Миколайович Болдижар (нар. 11 листопада 1938, с.Бобовище, нині  Мукачівський район Закарпатська область — 21 січня 2011, Ужгород) — український історик, педагог, заслужений працівник освіти України (2003), доктор історичних наук (1984), професор (1986), член-кореспондент Академії політичних наук України, професор кафедри теорії та історії держави і права юридичного факультету Ужгородського національного університету. 

## Життєпис
Михайло Болдижар народився 11 листопада 1938 року в с.Бобовище Мукачівського району Закарпатської області в багатодітній селянській сім'ї. Закінчив місцеву семирічну школу в 1953 році.
Навчався у Мукачівському педагогічному училищі в 1953 — 1957 роках.
У 1957 році вступив на історичний факультет Ужгородського державного університету, який закінчив у 1962 році. 
По закінченні вищого навчального закладу працював секретарем комітету комсомолу університету в 1962— 1964 роках, згодом навчався в аспірантурі у 1964 — 1967 роках.
В Ужгородському університеті Михайло Болдижара працював викладачем та старший викладач у 1967 — 1969 роках, доцент у 1969— 1973 роках.
Михайло Болдижар завідував кафедрою наукового атеїзму в 1973 — 1983 роках, був професором кафедри історії КПРС, згодом політичної історії УжДУ у 1984 — 1993 роках.
У 1993 році Михайло Болдижар виконував обов'язки декана юридичного факультету. Був завідувачем кафедрою теорії та історії держави і права юридичного факультету в 1993 —2004 роках, з 2004 року — професор кафедри.

## Доробок
Михайло Болдижар автор та співавтор 30 монографій, понад 300 статей у наукових та популярних виданнях.
- «Закарпаття між двома світовими війнами» (Ч.1-2, 1993, 1996);
- «Краю мій рідний» (1998);
- «Наука вимагає правди» (1999);
- «Закарпатська Україна: державно-правовий статус і діяльність» (1999);
- «Закарпаття між світовими війнами. Факти, події, люди, оцінки» (2000);
- «Державно-правовий статус Закарпаття (Підкарпатської Русі) в складі Чехословаччини» (2002);
- «Сучасні табеліони на службі держави й народу» (2002);
- «Державно-правові аспекти входження Закарпаття до складу Чехословаччини», (2006) та ін.

Крім монографій та окремих видань професор Михайло Болдижар опублікував близько 350 наукових та науково-популярних статей у збірниках, газетах тощо. Основні з них вказані у виданні: 
- «Професор Болдижар Михайло Миколайович. Бібліографічний покажчик основних праць (До 60-річчя від народження)» (1998).

## Відзнаки та нагороди
- Орден «Знак пошани»;
- Медаль «За трудову доблесть»;
- Золота медаль Кошицького університету;
- Медаль Яна Амоса Коменського;
- Нагрудний знак «Відмінник освіти України»;
- Почесне звання «Заслужений професор УжНУ».